# Fokker C.IV
Fokker C.IV là một loại máy bay trinh sát hai chỗ của Hà Lan trong thập niên 1920, do hãng Fokker thiết kế chế tạo.

## Biến thể
C.IV
C.IVA
C.IVB
C.IVC
C.IV-W
C.IVH
XCO-4
CO-4A
AO-1

## Quốc gia sử dụng
Hà Lan
- Không quân Lục quân Hà Lan

 Tây Ban Nha
- Không quân Tây Ban Nha

 Hoa Kỳ
- Cục Không quân Lục quân Hoa Kỳ

 Liên Xô
- Không quân Liên Xô

## Tính năng kỹ chiến thuật (C.IV)
Dữ liệu lấy từ The Illustrated Encyclopedia of Aircraft (Part Work 1982-1985), 1985, Orbis Publishing, Page 1858
Đặc điểm tổng quát
- Kíp lái: 2
- Chiều dài: 9.20 m (30 ft 2 in)
- Sải cánh: 12.90 m (42 ft 3 in)
- Chiều cao: 3.40 m (11 ft 1 in)
- Diện tích cánh: 39.20 m2 (421.96 ft2)
- Trọng lượng rỗng: 1.450 kg (3.197 lb)
- Trọng lượng có tải: 2.270 kg (5.004 lb)
- Powerplant: 1 × Napier Lion, 336 kW (450 hp)

Hiệu suất bay
- Vận tốc cực đại: 214 km/h (133 mph)
- Tầm bay: 1.200 km (746 dặm)
- Trần bay: 5.500 m (18.045 ft)

Vũ khí trang bị
- 3 hoặc 4 × súng máy 7,7 mm (0.303 in)